# Rucamanque Rugby Club
Rucamanque Rugby Club es un club deportivo chileno de rugby radicado en la ciudad de Temuco.

## Historia
Fue fundado por en el año 2000 en la ciudad de Temuco, Región de la Araucania.
Entre 2010 y 2011 participó en la Liga de Rugby de Chile.
Clasificó por primera vez al Súper 8, la segunda competición del país, en la temporada 2018 llegando a las semifinales del torneo.
A finales de 2023, la Asociación de Rugby de Santiago decretó la expulsión de Rucamanque y de Los Lobos de los torneos de la asociación, ambos se encontraban disputando la Segunda Nacional, las razones esgrimidas son la que ambos clubes solo eran invitados a las competencias y a las largas distancias de viaje de los equipos para disputar los partidos, desde esa fecha participa en el Torneo Interregional Centro Sur y en las competencias de la Asociación de Rugby de Concepción.

## Palmarés
- Torneo Interregional Centro Sur (3): 2016, 2024, 2025

- Torneo ARUCO (2): 2009, Clausura 2024

- Subcampeón Torneo Regional: 2017[7]